# Sinopodisma microfurcula
Sinopodisma microfurcula är en insektsart som beskrevs av Wang, Wenqiang, Xinjiang Li och X.-c. Yin 2004. Sinopodisma microfurcula ingår i släktet Sinopodisma och familjen gräshoppor. Inga underarter finns listade i Catalogue of Life.